# Oulad M'Hammed
Oulad M'Hammed (arabiska: أولاد امحمد) är en kommun i Marocko.   Den ligger i provinsen Taourirt och regionen Oriental, 400 km öster om huvudstaden Rabat. Antalet invånare är 2 174.